# Lista odcinków serialu Dorastająca nadzieja
Poniżej znajduje się lista odcinków serialu telewizyjnego Dorastająca nadzieja – emitowanego przez amerykańską stację telewizyjną FOX od 21 września 2010 roku. W Polsce jest emitowany od 7 stycznia 2011 roku na kanale HBO Polska oraz na kanale Fox Polska.
| Sezon | Sezon | Odcinki | Oryginalna emisja   | Oryginalna emisja | Oryginalna emisja | Oryginalna emisja | Oryginalna emisja |
| Sezon | Sezon | Odcinki | Premiera sezonu     | Finał sezonu      | Premiera sezonu   | Finał sezonu      |                   |
| ----- | ----- | ------- | ------------------- | ----------------- | ----------------- | ----------------- | ----------------- |
|       | 1     | 22      | 21 września 2010    | 17 maja 2011      | 7 stycznia 2011   | 3 czerwca 2011    |                   |
|       | 2     | 22      | 20 września 2011    | 17 kwietnia 2012  | 10 stycznia 2012  | 12 czerwca 2012   |                   |
|       | 3     | 22      | 2 października 2012 | 28 marca 2013     | 2 lutego 2013     | 29 czerwca 2013   |                   |
|       | 4     | 22      | 15 listopada 2013   | 4 kwietnia 2013   | 1 lutego 2014     | 28 czerwca 2014   |                   |

## Sezon 1 (2010–2011)
| #  | Tytuł                         | Reżyseria       | Scenariusz                 | Premiera             | Premiera         |
| -- | ----------------------------- | --------------- | -------------------------- | -------------------- | ---------------- |
| 1  | Pilot                         | Michael Fresco  | Greg Garcia                | 21 września 2010     | 7 stycznia 2011  |
| 2  | Dead Tooth                    | Michael Fresco  | Greg Garcia                | 28 września 2010     | 14 stycznia 2011 |
| 3  | Dream Hoarders                | Michael Fresco  | Ralph Greene               | 5 października 2010  | 21 stycznia 2011 |
| 4  | Say Cheese                    | Eyal Gordin     | Greg Garcia                | 12 października 2010 | 28 stycznia 2011 |
| 5  | Happy Halloween               | Greg Garcia     | Dan Coscino                | 26 października 2010 | 4 lutego 2011    |
| 6  | Family Secrets                | Randall Einhorn | Bobby Bowman               | 26 października 2010 | 11 lutego 2011   |
| 7  | The Sniffles                  | Eyal Gordin     | Mike Mariano               | 9 listopada 2010     | 18 lutego 2011   |
| 8  | Blue Dots                     | Eyal Gordin     | Liz Astrof                 | 16 listopada 2010    | 25 lutego 2011   |
| 9  | Meet the Grandparents         | Jace Alexander  | Elijah Aron, Jordan Young  | 23 listopada 2010    | 4 marca 2011     |
| 10 | Burt Rocks                    | Jace Alexander  | Alan Kirschenbaum          | 30 listopada 2010    | 11 marca 2011    |
| 11 | Toy Story                     | Michael Fresco  | Bobby Bowman               | 7 grudnia 2010       | 18 marca 2011    |
| 12 | Romeo and Romeo               | Eyal Gordin     | Ralph Greene, Tim Stack    | 8 lutego 2011        | 25 marca 2011    |
| 13 | A Germ of a Story             | Phil Traill     | Tim Stack                  | 15 lutego 2011       | 1 kwietnia 2011  |
| 14 | What Up, Cuz?                 | Rebecca Asher   | Bobby Bowman               | 22 lutego 2011       | 8 kwietnia 2011  |
| 15 | Snip Snip                     | Chris Koch      | Mike Mariano               | 1 marca 2011         | 15 kwietnia 2011 |
| 16 | The Cultish Personality       | Phil Traill     | Matthew W. Thompson        | 8 marca 2011         | 22 kwietnia 2011 |
| 17 | Mongooses                     | Eyal Gordin     | Bobby Bowman               | 15 marca 2011        | 29 kwietnia 2011 |
| 18 | Cheaters                      | Dan Attias      | Elijah Aron, Jordan Young  | 19 kwietnia 2011     | 6 maja 2011      |
| 19 | Sleep Training                | Eyal Gordin     | Bobby Bowman, Sean Conaway | 26 kwietnia 2011     | 13 maja 2011     |
| 20 | Everybody Flirts... Sometimes | Jerry Levine    | Christine Zander           | 3 maja 2011          | 20 maja 2011     |
| 21 | Baby Monitor                  | Eyal Gordin     | Bobby Bowman               | 10 maja 2011         | 27 maja 2011     |
| 22 | Don’t Vote for This Episode   | Greg Garcia     | Greg Garcia                | 17 maja 2011         | 3 czerwca 2011   |

## Sezon 2 (2011–2012)
Premierowe odcinki 2 sezonu Dorastającej nadziei w Polsce zostały wyemitowane od 10 stycznia 2012 do 12 czerwca 2012 na kanale HBO
| #  | Tytuł                                                        | Reżyseria          | Scenariusz                      | Premiera            | Premiera         |
| -- | ------------------------------------------------------------ | ------------------ | ------------------------------- | ------------------- | ---------------- |
| 1  | Prodigy                                                      | Eyal Gordin        | Christine Zander                | 20 września 2011    | 10 stycznia 2012 |
| 2  | Sabrina Has Money                                            | Troy Miller        | Michael Pennie                  | 27 września 2011    | 17 stycznia 2012 |
| 3  | Kidnapped                                                    | Mike Mariano       | Elijah Aron, Jordan Young       | 4 października 2011 | 24 stycznia 2012 |
| 4  | Henderson, Nevada-Adjacent Baby! Henderson, Nevada-Adjacent! | Dan Attias         | Alan Kirschenbaum, Mike Mariano | 5 października 2011 | 31 stycznia 2012 |
| 5  | Killer Hope                                                  | Michael Fresco     | Ralph Greene, Tim Stack         | 1 listopada 2011    | 7 lutego 2012    |
| 6  | Jimmy and the Kid                                            | Eyal Gordin        | Bobby Bowman                    | 8 listopada 2011    | 14 lutego 2012   |
| 7  | Burt’s Parents                                               | Eyal Gordin        | Sean Conaway                    | 15 listopada 2011   | 21 lutego 2012   |
| 8  | Bro-gurt                                                     | Mike Mariano       | Michael Pennie                  | 29 listopada 2011   | 28 lutego 2012   |
| 9  | The Men of New Natesville                                    | Michael Fresco     | Matthew W. Thompson             | 1 listopada 2011    | 6 marca 2012     |
| 10 | It’s a Hopeful Life                                          | Tucker Gates       | Ralph Greene, Tim Stack         | 13 listopada 2011   | 13 marca 2012    |
| 11 | Mrs. Smartypants                                             | Eyal Gordin        | Alan Kirschenbaum, Mike Mariano | 17 stycznia 2012    | 20 marca 2012    |
| 12 | Gambling Again                                               | Rebecca Asher      | Deweyne LaMar Lee               | 31 stycznia 2012    | 27 marca 2012    |
| 13 | Tarot Cards                                                  | Lee Shallat Chemel | Amy Hubbs                       | 7 lutego 2012       | 3 kwietnia 2012  |
| 14 | Jimmy’s Fake Girlfriend                                      | Rebecca Asher      | Bobby Bowman                    | 14 lutego 2012      | 10 kwietnia 2012 |
| 15 | Sheer Madness                                                | Phil Traill        | Josh Wolf, Greg Garcia          | 21 lutego 2012      | 17 kwietnia 2012 |
| 16 | Single White Female Role Model                               | Eyal Gordin        | Bobby Bowman                    | 6 marca 2012        | 24 kwietnia 2012 |
| 17 | Spanks Butt, No Spanks                                       | Rebecca Asher      | Michael Pennie                  | 13 marca 2012       | 8 maja 2012      |
| 18 | Poking Holes in the Story                                    | Eyal Gordin        | Matthew W. Thompson             | 20 marca 2012       | 15 maja 2012     |
| 19 | Hogging All the Glory                                        | Mike Mariano       | Mike Mariano                    | 27 marca 2012       | 22 maja 2012     |
| 20 | Sabrina’s New Jimmy                                          | Matt Shakman       | Elijah Aron, Jordan Young       | 3 kwietnia 2012     | 29 maja 2012     |
| 21 | Inside Probe część 1                                         | Greg Garcia        | Alan Kirschenbaum, Tim Stack    | 10 kwietnia 2012    | 5 czerwca 2012   |
| 22 | I Want My Baby Back, Baby Back, Baby Back” (Part 2)          | Eyal Gordin        | Bobby Bowman                    | 17 kwietnia 2012    | 12 czerwca 2012  |

## Sezon 3 (2012–2013)
Premiera polska 3 sezonu Dorastającej nadziei na kanale HBO od 2 lutego 2013
| #  | Tytuł                                              | Reżyseria          | Scenariusz                     | Premiera             | Premiera         |
| -- | -------------------------------------------------- | ------------------ | ------------------------------ | -------------------- | ---------------- |
| 1  | Not Indecent, But Not Quite Decent Enough Proposal | Greg Garcia        | Greg Garcia                    | 2 października 2012  | 2 lutego 2013    |
| 2  | Throw Maw Maw from the House część 1               | Eyal Gordin        | Greg Garcia, Fred Shafferman   | 9 października 2012  | 9 lutego 2013    |
| 3  | Throw Maw Maw from the House część 2               | Eyal Gordin        | Elijah Aron, Jordan Young      | 16 października 2012 | 16 lutego 2013   |
| 4  | If a Ham Falls in the Woods                        | Eyal Gordin        | Mark Stegemann                 | 23 października 2012 | 23 lutego 2013   |
| 5  | Don’t Ask, Don’t Tell Me What To Do                | Eyal Gordin        | Matthew W. Thompson            | 30 października 2012 | 2 marca 2013     |
| 6  | What Up, Bro?                                      | Mike Mariano       | Mike Mariano                   | 13 listopada 2012    | 9 marca 2013     |
| 7  | Candy Wars                                         | Michael Fresco     | Ralph Greene, Fred Schafferman | 20 listopada 2012    | 16 marca 2013    |
| 8  | The Walk for the Runs                              | Rebecca Asher      | Joey Gutierrez                 | 27 listopada 2012    | 23 marca 2013    |
| 9  | Squeak Means Squeak                                | Lee Shallat Chemel | Stephnie Weir                  | 4 grudnia 2012       | 30 marca 2013    |
| 10 | The Last Christmas                                 | Greg Garcia        | Greg Garcia                    | 11 grudnia 2012      | 6 kwietnia 2013  |
| 11 | Credit Where Credit is Due                         | Eyal Gordin        | Paul A. Kaplan, Mark Torgove   | 8 stycznia 2013      | 13 kwietnia 2013 |
| 12 | Lord of the Ring                                   | Dan Attias         | Timothy Stack                  | 15 stycznia 2013     | 20 kwietnia 2013 |
| 13 | What Happens at Howdy’s Doesn’t Stay at Howdy’s    | Eyal Gordin        | Gina Gari                      | 22 stycznia 2013     | 27 kwietnia 2013 |
| 14 | Modern Wedding                                     | Rebecca Asher      | Sean Conaway                   | 29 stycznia 2013     | 4 maja 2013      |
| 15 | Yo Zappa Do część 1                                | Eyal Gordin        | Amy Hubbs                      | 29 stycznia 2013     | 11 maja 2013     |
| 16 | Yo Zappa Do część 2                                | Lee Shallat Chemel | Jordan Young, Elijah Aron      | 5 lutego 2013        | 18 maja 2013     |
| 17 | Sex, Clown and Videotape                           | Rebecca Asher      | Deweyne LaMar Lee              | 5 lutego 2013        | 25 maja 2013     |
| 18 | Arbor Daze                                         | Eyal Gordin        | Ralph Greene, Timothy Stack    | 19 lutego 2013       | 1 czerwca 2013   |
| 19 | Making the Band                                    | Mike Mariano       | Sean Conaway                   | 26 lutego 2013       | 8 czerwca 2013   |
| 20 | The Old Girl                                       | Eyal Gordin        | Joey Gutierrez                 | 26 lutego 2013       | 15 czerwca 2013  |
| 21 | Burt Mitzvah – The Musical                         | Eyal Gordin        | Paul A. Kaplan & Mark Torgove  | 28 marca 2013        | 22 czerwca 2013  |
| 22 | Mother’s Day                                       | Rick Kelly         | Greg Garcia                    | 28 marca 2013        | 29 czerwca 2013  |

## Sezon 4 (2013–2014)
Stacja Fox zamówiła kolejny już 4 sezon Dorastająca nadzieja

Premierowy odcinek 4 sezonu Dorastająca nadzieja były emitowane od 15 listopada 2013 roku. W Polsce 4 sezon Dorastających nadziei będzie emitowany od 1 lutego 2014 roku na HBO
| #  | Tytuł                          | Reżyseria        | Scenariusz                         | Premiera          | Premiera         |
| -- | ------------------------------ | ---------------- | ---------------------------------- | ----------------- | ---------------- |
| 1  | Déjà Vu Man                    | Mike Mariano     | Mike Mariano                       | 15 listopada 2013 | 1 lutego 2014    |
| 2  | Burt Bucks                     | Rebecca Asher    | Joey Gutierrez                     | 15 listopada 2013 | 8 lutego 2014    |
| 3  | Ship Happens                   | David Katzenberg | Sean Conaway                       | 22 listopada 2013 | 15 lutego 2014   |
| 4  | Hi-Def                         | Mike Mariano     | Matthew W. Thompson                | 22 listopada 2013 | 22 lutego 2014   |
| 5  | Extreme Howdy’s Makeover       | Jay Karas        | Matthew W. Thompson                | 29 listopada 2013 | 1 marca 2014     |
| 6  | Adoption                       | Rebecca Asher    | Elijah Aron, Jordan Young          | 29 listopada 2013 | 8 marca 2014     |
| 7  | Murder, She Hoped              | Rebecca Asher    | Audra Sielaff, Becky Mann          | 6 grudnia 2013    | 15 marca 2014    |
| 8  | Dysfunction Function           | Rick Kelly       | Mark Stegemann                     | 6 grudnia 2013    | 22 marca 2014    |
| 9  | The Chance Who Stole Christmas | Mike Mariano     | Dave Holstein                      | 13 grudnia 2013   | 29 marca 2014    |
| 10 | Bee Story                      | Ken Whittingham  | Mark Torgove, Paul A. Kaplan       | 13 grudnia 2013   | 5 kwietnia 2014  |
| 11 | Hey There Delilah              | Jeffrey Walker   | Timothy Stack                      | 10 stycznia 2014  | 12 kwietnia 2014 |
| 12 | Hot Dish                       | Rebecca Asher    | Kevin Henderson                    | 17 stycznia 2014  | 19 kwietnia 2014 |
| 13 | Thrilla in Natesvilla          | Rick Kelly       | Shelly Gossman                     | 24 stycznia 2014  | 26 kwietnia 2014 |
| 14 | Road to Natesville             | Rebecca Asher    | Mark Stegemann                     | 31 stycznia 2014  | 3 maja 2014      |
| 15 | Anniversary Ball               | Timothy Stack    | Mike Mariano                       | 7 lutego 2014     | 10 maja 2014     |
| 16 | The One Where They Get High    | Victor Nelli Jr. | Joey Gutierrez                     | 28 lutego 2014    | 17 maja 2014     |
| 17 | Baby Phat                      | Garret Dillahunt | Mark Stegemann                     | 7 marca 2014      | 23 maja 2014     |
| 18 | Dinner With Tropes             | Rebecca Asher    | Mark Torgove, Paul A. Kaplan       | 14 marca 2014     | 31 maja 2014     |
| 19 | Para-Natesville Activity       | Melissa Kosar    | Jordan Young, Elijah Aron          | 21 marca 2014     | 7 czerwca 2014   |
| 20 | Man’s Best Friend              | Richie Keen      | Ralph Greene                       | 28 marca 2014     | 14 czerwca 2014  |
| 21 | How I Met Your Mullet          | Rick Kelly       | Timothy Stack, Matthew W. Thompson | 4 kwietnia 2014   | 21 czerwca 2014  |
| 22 | The Father Daughter Dance      | Mike Mariano     | Mike Mariano                       | 4 kwietnia 2014   | 28 czerwca 2014  |